# Наго-Торболе
Наго-Торболе (итал. Nago-Torbole) је насеље у Италији у округу Тренто, региону Трентино-Јужни Тирол.
Према процени из 2011. у насељу је живело 2679 становника. Насеље се налази на надморској висини од 229 м.

## Становништво
Према резултатима пописа становништва 2011. у општини је живело 2.728 становника.
| 1931. | 1936. | 1951. | 1961. | 1971. | 1981. | 1991. | 2001. | 2011. |
| ----- | ----- | ----- | ----- | ----- | ----- | ----- | ----- | ----- |
| 1.849 | 1.873 | 1.868 | 2.081 | 2.199 | 2.303 | 2.236 | 2.289 | 2.728 |